# Oriol Servià

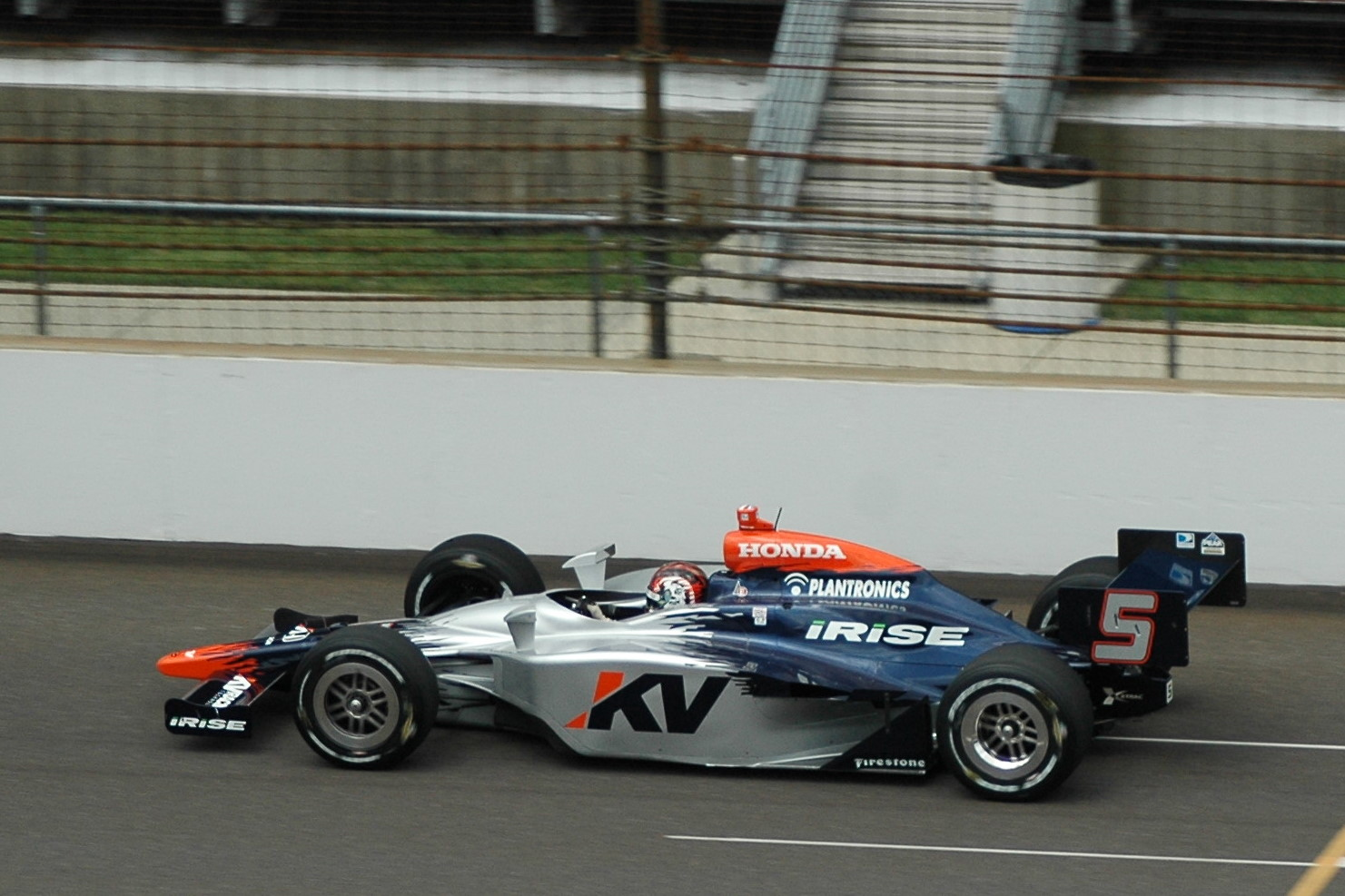
Oriol Servià lors des essais des 500 miles d'Indianapolis 2008.

Oriol Servià, né le 13 juillet 1974 à Pals, est un pilote automobile espagnol. Il a évolue depuis 2000 dans le championnat nord-américain Champ Car jusqu'en 2008, date de son absorption par l'IndyCar Series. Il est pilote du Championnat de Formule E FIA, un championnat de monoplaces électriques, avec Dragon Racing depuis 2014.

## Biographie
Issu des rangs du karting, Oriol Servià fait ses débuts en sport automobile en 1993 dans le championnat de Formule Campus, en France. Intégré à la Filière Elf, il grimpe les échelons du sport automobile français et passe deux années dans le championnat de France de Formule Renault (1994-1995), puis deux années dans le championnat de France de Formule 3 (1996-1997). 
En raison de ses résultats mitigés, les perspectives d'accession à la Formule 3000 sont très minces, et en 1998, sur les conseils de son compatriote Firmin Vélez, Servià donne une toute nouvelle orientation à sa carrière en partant aux États-Unis pour y disputer le championnat Indy Lights, alors l'antichambre du CART. Cinquième du championnat et meilleur débutant en 1998, il décroche le titre en 1999 grâce à une remarquable régularité qui compense son absence de victoire.
En 2000, Servià accède au championnat CART, au sein de la modeste équipe PPI Motorsport où il impressionne favorablement par sa constance. Laissé libre par l'arrêt de PPI, Servia est proche de rejoindre la Formule 1 et l'écurie Prost Grand Prix en qualité de pilote essayeur (il effectuera des essais fin 2000 et début 2001), mais reste finalement en CART, où il est engagé par la nouvelle écurie Sigma Autosport. Après deux années en fond de grille, Servia pense voir sa carrière décoller avec sa signature début 2002 avec le Pac West Racing, mais l'équipe ferme rapidement ses portes, l'obligeant à trouver refuge en cours de saison chez Patrick Racing, une équipe de milieu de grille. 
En 2003, le départ vers l'IRL de plusieurs écuries phares du CART permet au Patrick Racing et à Oriol Servià de revoir leurs ambitions à la hausse. Mais malgré plusieurs places d'honneur, Servià ne parvient qu'irrégulièrement à se mêler à la lutte avec les meilleurs, et termine le championnat à la septième place finale. Le Patrick Racing quittant à son tour le CART pour l'IRL, Servià rejoint en 2004 la petite écurie Dale Coyne Racing, surtout connue pour animer les fonds de grille et pour engager des pilotes en mesure d'apporter un complément budgétaire. Par son talent, il parvient à améliorer l'ordinaire de Dale Coyne, et signe même un podium à Laguna Seca, mais connaît logiquement une nouvelle saison très frustrante. 
Toujours chez Dale Coyne début 2005, Servià ne laisse pas passer l'occasion de rejoindre la puissante écurie Newman/Haas Racing à partir de la troisième course de la saison, en remplacement du Brésilien Bruno Junqueira, gravement blessé à la suite d'un accident aux 500 Miles d'Indianapolis. Bien que globalement dominé par son équipier Sébastien Bourdais, il se montre digne de la confiance placée en lui et s'affirme comme un solide deuxième pilote, capable à l'occasion de prendre le meilleur sur son chef de file, par exemple au Grand Prix de Montréal, où il signe le premier succès de sa carrière en CART/Champ Car. D'une régularité exemplaire, il termine le championnat en deuxième position derrière Bourdais. Poussé dehors par le retour à la compétition de Bruno Junqueira, il rejoint en 2006 le PKV Racing, où il signe des résultats globalement décevants. Sans volant au début de la saison 2007, il est appelé par l'écurie Forsythe pour remplacer Paul Tracy, blessé, à partir du GP de Long Beach, deuxième épreuve de l'année. Ses belles performances (2e à Long Beach, 4e à Houston) lui permettent de conserver son volant chez Forsythe après le retour de Tracy en prenant la place de Mario Dominguez.
En 2008, il rejoint le championnat IndyCar Series qu'il dispute au sein de l'écurie KV Racing.
En 2014, une semaine avant le début du championnat, Servià remplace Mike Conway chez Dragon Racing pour le Championnat de Formule E FIA, un championnat de monoplaces électriques.

## Divers
Oriol Servia vient d'une famille connue pour son implication en sport automobile. Son père Salvador Servià, ainsi que son oncle José Maria Servià, firent de belles carrières en rallye et rallye-raid.

## Résultats aux500 milesd'Indianapolis
| Année | Châssis | Moteur    | Départ | Arrivée | Équipe                           |
| ----- | ------- | --------- | ------ | ------- | -------------------------------- |
| 2002  | Dallara | Chevrolet | DNQ    | DNQ     | Walker Racing (en)               |
| 2002  | Dallara | Infiniti  | DNQ    | DNQ     | Conquest Racing                  |
| 2008  | Dallara | Honda     | 25     | 11      | KV Racing Technology             |
| 2009  | Dallara | Honda     | 25     | 26      | Rahal Letterman Racing           |
| 2011  | Dallara | Honda     | 3      | 6       | Newman/Haas Racing               |
| 2012  | Dallara | Chevrolet | 27     | 4       | Panther/Dreyer & Reinbold Racing |